# Caulibugula mortenseni
Caulibugula mortenseni is een mosdiertjessoort uit de familie van de Bugulidae. De wetenschappelijke naam van de soort is voor het eerst geldig gepubliceerd in 1925 door Marcus.